# Atletica leggera ai XVI Giochi asiatici

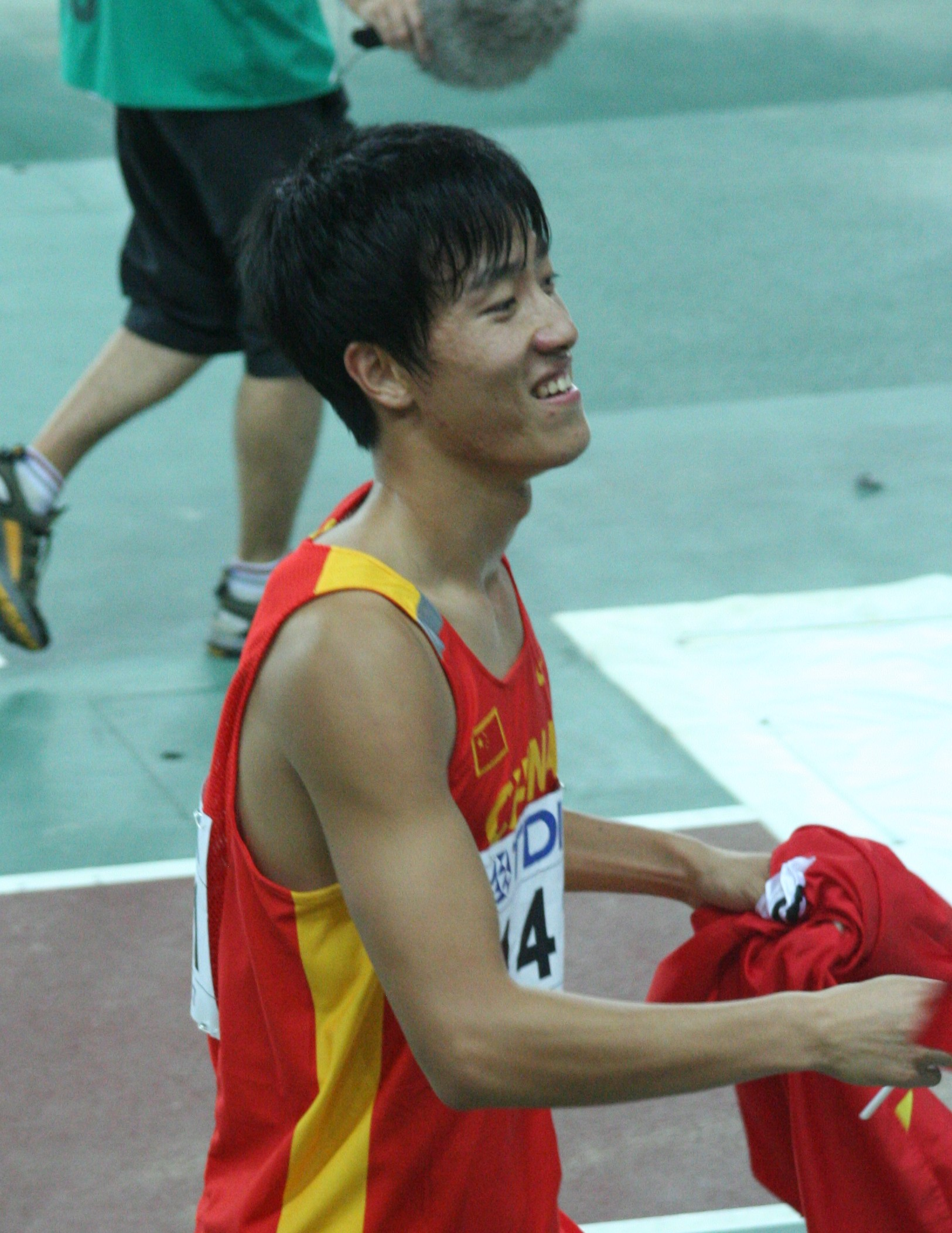
Liu Xiang, vincitore dei 110 m ostacoli

L'atletica leggera ai Giochi asiatici si è tenuta allo Stadio olimpico di Guangdong a Canton, in Cina, dal 21 al 27 novembre 2010.

## Risultati

### Pista

#### 100 m
Finale: 22 novembre – 19:30
| Pos. | Atleta                      | Nazione        | Tempo (m:s) |
| ---- | --------------------------- | -------------- | ----------- |
|      | Lao Yi                      | Cina           | 10.24       |
|      | Yasir Baalghayth A Alnashri | Arabia Saudita | 10.26       |
|      | Barakat Al Harthi           | Oman           | 10.28       |
| 4    | Lai Chun Ho                 | Hong Kong      | 10.32 (PB)  |
| 5    | Yahya Hassan I Habeeb       | Arabia Saudita | 10.35       |
| 6    | Suryo Agung Wibowo          | Indonesia      | 10.37       |
| 7    | Zheng Dongsheng             | Cina           | 10.38       |
| 8    | Tsui Chi Ho                 | Hong Kong      | 12.26       |

Finale: 22 novembre – 19:15
| Pos. | Atleta            | Nazione    | Tempo (m:s) |
| ---- | ----------------- | ---------- | ----------- |
|      | Chisato Fukushima | Giappone   | 11.33       |
|      | Guzel Khubbieva   | Uzbekistan | 11.34 (SB)  |
|      | Vu Thi Huong      | Vietnam    | 11.43       |
| 4    | Momoko Takahashi  | Giappone   | 11.50       |
| 5    | Tao Yujia         | Cina       | 11.63       |
| 6    | Neeranuch Klomdee | Thailandia | 11.68       |
| 7    | Ye Jiabei         | Cina       | 11.71       |
| 8    | Le Ngoc Phuong    | Vietnam    | 11.76       |

#### 200 m
novembre 25 – 18:15
| Pos. | Atleta              | Nazione             | Tempo (m:s) |
| ---- | ------------------- | ------------------- | ----------- |
|      | Femi Ogunode        | Qatar               | 20.43 (PB)  |
|      | Kenji Fujimitsu     | Giappone            | 20.74       |
|      | Omar Jouma Al-Salfa | Emirati Arabi Uniti | 20.83       |
| 4    | Liang Jiahong       | Cina                | 21.02       |
| 5    | Juen Duckhayng      | Corea del Sud       | 21.02       |
| 6    | Sathya Suresh       | India               | 21.07       |
| 7    | Abdullah Al-Sooli   | Oman                | 21.37       |
| –    | Samuel Francis      | Qatar               | DNS         |

novembre 25 – 18:00
| Pos. | Atleta            | Nazione    | Tempo (m:s) |
| ---- | ----------------- | ---------- | ----------- |
|      | Chisato Fukushima | Giappone   | 23.62       |
|      | Vu Thi Huong      | Vietnam    | 23.74       |
|      | Guzel Khubbieva   | Uzbekistan | 23.87       |
| 4    | Gretta Taslakian  | Libano     | 23.90 (SB)  |
| 5    | Geetha Satti      | India      | 23.91 (SB)  |
| 6    | Momoko Takahashi  | Giappone   | 23.97       |
| 7    | Liang Qiuping     | Cina       | 24.13       |
| 8    | Maryam Toosi      | Iran       | 24.56       |

#### 400 m
novembre 22 – 18:00
| Pos. | Atleta            | Nazione        | Tempo (m:s) |
| ---- | ----------------- | -------------- | ----------- |
|      | Femi Ogunode      | Qatar          | 45.12 (PB)  |
|      | Yuzo Kanemaru     | Giappone       | 45.32 (SB)  |
|      | Yousef Masrahi    | Arabia Saudita | 45.71       |
| 4    | Liu Xiaosheng     | Cina           | 46.34       |
| 5    | Chang Pengben     | Cina           | 46.65       |
| 6    | Sampath Don       | Sri Lanka      | 47.05       |
| 7    | Ismail Al Sibyani | Arabia Saudita | 47.11       |
| 8    | Yusuke Ishitsuka  | Giappone       | 47.49       |

novembre 22 – 17:50
| Pos. | Atleta                  | Nazione    | Tempo (m:s) |
| ---- | ----------------------- | ---------- | ----------- |
|      | Olga Tereshkova         | Kazakistan | 51.97 (SB)  |
|      | Asami Chiba             | Giappone   | 52.68       |
|      | Marina Maslyonko        | Kazakistan | 52.70       |
| 4    | Mandeep Kaur            | India      | 52.99       |
| 5    | Manjit Kaur             | India      | 53.27       |
| 6    | Tang Xiaoyin            | Cina       | 53.55       |
| 7    | Chen Lin                | Cina       | 53.82       |
| 8    | Subashini Mudiyanselage | Sri Lanka  | 55.05       |

#### 800 m
novembre 25 – 17:40
| Pos. | Atleta            | Nazione        | Tempo (m:s)  |
| ---- | ----------------- | -------------- | ------------ |
|      | Sajjad Moradi     | Iran           | 1:45.45      |
|      | Adnan Almntfage   | Iraq           | 1:45.88 (NR) |
|      | Musaab Bala       | Qatar          | 1:46.19 (PB) |
| 4    | Masato Yokota     | Giappone       | 1:46.48      |
| 5    | Mohammed Al-Salhi | Arabia Saudita | 1:46.86      |
| 6    | Mohammad Al Azemi | Kuwait         | 1:47.51      |
| 7    | Belal Ali         | Bahrein        | 1:49.03      |
| –    | Amir Moradi       | Iran           | DNF          |

novembre 25 – 17:25
| Pos. | Atleta             | Nazione    | Tempo (m:s)  |
| ---- | ------------------ | ---------- | ------------ |
|      | Margarita Matsko   | Kazakistan | 2:00.29 (PB) |
|      | Truong Thanh Hang  | Vietnam    | 2:00.91 (PB) |
|      | Tintu Luka         | India      | 2:01.36      |
| 4    | Akari Kishikawa    | Giappone   | 2:03.73 (SB) |
| 5    | Ruriko Kubo        | Giappone   | 2:04.52      |
| 6    | Maryam Yusuf Jamal | Bahrein    | 2:06.07      |
| 7    | Sinimol Paulose    | India      | 2:06.95      |
| 8    | Genzeb Regasa      | Bahrein    | 2:08.38      |

#### 1500 m
novembre 23 – 17:50
| Pos. | Atleta            | Nazione        | Tempo (m:s)  |
| ---- | ----------------- | -------------- | ------------ |
|      | Mohammed Shaween  | Arabia Saudita | 3:36.49 (GR) |
|      | Sajad Moradi      | Iran           | 3:37.09 (NR) |
|      | Belal Mansoor Ali | Bahrein        | 3:38.39      |
| 4    | Emad Noor         | Arabia Saudita | 3:39.35      |
| 5    | Zhang Haikun      | Cina           | 3:41.67 (PB) |
| 6    | Sandeep Singh     | India          | 3:42.79 (PB) |
| 7    | Hamza Chatholi    | India          | 3:44.25      |
| 8    | Artem Kossinov    | Kazakistan     | 3:44.77 (SB) |
| 9    | Yasunori Murakami | Giappone       | 3:46.14      |
| 10   | Adnan Al Mntfage  | Iraq           | 3:50.83      |
| 11   | Sergei Pakura     | Kirghizistan   | 3:52.66      |
| 12   | Hari Kumar Rimal  | Nepal          | 4:01.44      |

novembre 23 – 17:35
| Pos. | Atleta                           | Nazione             | Tempo (m:s)  |
| ---- | -------------------------------- | ------------------- | ------------ |
|      | Maryam Yusuf Jamal               | Bahrein             | 4:08.22      |
|      | Truong Thanh Hang                | Vietnam             | 4:09.58 (NR) |
|      | Mimi Gebregeiorges               | Bahrein             | 4:10.42      |
| 4    | Su Qian                          | Cina                | 4:11.76 (PB) |
| 5    | Jhuma Khatun                     | India               | 4:13.46      |
| 6    | Mika Yoshikawa                   | Giappone            | 4:16.42      |
| 7    | Jaisha Orchatteri Puthiya Veetil | India               | 4:19.62      |
| 8    | Betlhem Belayneh                 | Emirati Arabi Uniti | 4:19.99      |
| 9    | Tatiana Borisova                 | Kirghizistan        | 4:21.88 (SB) |
| 10   | Leila Mojavery                   | Iran                | 4:27.73 (PB) |
| 11   | Kanchhj Koju                     | Nepal               | 4:38.88 (PB) |

#### 5000 m
novembre 21 – 19:35
| Pos. | Atleta               | Nazione        | Tempo (m:s)   |
| ---- | -------------------- | -------------- | ------------- |
|      | Ali Hasan Mahboob    | Bahrein        | 13:47.86 (SB) |
|      | James Kwalia         | Qatar          | 13:48.55      |
|      | Felix Kibore         | Qatar          | 13:49.31      |
| 4    | Dejenee Mootumaa     | Bahrein        | 13:50.60 (PB) |
| 5    | Abdullah Al Joud     | Arabia Saudita | 13:52.34      |
| 6    | Kensuke Takezawa     | Giappone       | 13:54.11      |
| 7    | Baek Seung-Ho        | Corea del Sud  | 13:56.18 (PB) |
| 8    | Sunil Kumar          | India          | 14:01.76 (SB) |
| 9    | Yuki Matsuoka        | Giappone       | 14:03.62      |
| 10   | Agus Prayogo         | Indonesia      | 14:04.29 (NR) |
| 11   | Qais Al Mahruqi      | Oman           | 14:18.96 (NR) |
| 12   | Nader Al-Massri      | Palestina      | 14:25.04 (PB) |
| 13   | Ho Chin-Ping         | Taipei cinese  | 14:32.67 (SB) |
| 14   | Gantulga Dambadarjaa | Mongolia       | 15:39.71 (PB) |
| –    | Erzhan Askarov       | Kirghizistan   | DNF           |

novembre 26 – 17:15
| Pos. | Atleta                       | Nazione      | Tempo (m:s)   |
| ---- | ---------------------------- | ------------ | ------------- |
|      | Mimi Gebregeiorges           | Bahrein      | 15:15.59 (PB) |
|      | Preeja Sreedharan            | India        | 15:15.89 (PB) |
|      | Kavita Raut                  | India        | 15:16.54 (PB) |
| 4    | Kareema Jasim                | Bahrein      | 15:20.01      |
| 5    | Kayoko Fukushi               | Giappone     | 15:25.08      |
| 6    | Viktoriia Poliudina          | Kirghizistan | 15:29.28 (NR) |
| 7    | Xue Fei                      | Cina         | 15:44.09      |
| 8    | Ryoko Kizaki                 | Giappone     | 15:58.85      |
| 9    | Jia Chaofeng                 | Cina         | 16:07.26      |
| 10   | Iuliia Arkhipova             | Kirghizistan | 16:47.42      |
| 11   | Kanchhj Koju                 | Nepal        | 16:49.98 (NR) |
| 12   | Luvsanlkhündegiin Otgonbayar | Mongolia     | 17:00.32 (NR) |

#### 10,000 m
novembre 26 – 18:25
| Pos. | Atleta               | Nazione        | Tempo (m:s)      |
| ---- | -------------------- | -------------- | ---------------- |
|      | Bilisuma Gelassa     | Bahrein        | 27:32.72 (GR,PB) |
|      | Essa Ismail Rashed   | Qatar          | 27:33.09 (SB)    |
|      | Ali Hasan Mahboob    | Bahrein        | 27:40.07 (SB)    |
| 4    | Mukhlid Al Otaibi    | Arabia Saudita | 28:22.13         |
| 5    | Beak Seungho         | Corea del Sud  | 28:52.39 (PB)    |
| 6    | Satoru Kitamura      | Giappone       | 28:54.71         |
| 7    | James Kurui          | Qatar          | 28:55.14         |
| 8    | Suresh Kumar         | India          | 28:59.98 (PB)    |
| 9    | Agus Prayogo         | Indonesia      | 29:25.77 (PB)    |
| 10   | Wu Wen Chien         | Taipei cinese  | 30:07.87         |
| 11   | Ho Chin Ping         | Taipei cinese  | 30:41.43         |
| 12   | Gantulga Dambadarjaa | Mongolia       | 32:40.87 (PB)    |
| –    | Hem Bunting          | Cambogia       | DNS              |

novembre 21 – 17:55
| Pos. | Atleta                       | Nazione      | Tempo (m:s)   |
| ---- | ---------------------------- | ------------ | ------------- |
|      | Preeja Sreedharan            | India        | 31:50.47 (NR) |
|      | Kavita Raut                  | India        | 31:51.44 (PB) |
|      | Shitaya Habtegebrel          | Bahrein      | 31:53.27 (NR) |
| 4    | Kayoko Fukushi               | Giappone     | 31:55.54      |
| 5    | Hikari Yoshimoto             | Giappone     | 32:06.73      |
| 6    | Viktoriia Poliudina          | Kirghizistan | 32:16.34 (NR) |
| 7    | Tejitu Daba Chalchissa       | Bahrein      | 32:21.29 (PB) |
| 8    | Bai Xue                      | Cina         | 32:39.13 (SB) |
| 9    | Triyaningsih                 | Indonesia    | 33:07.45      |
| 10   | Xin Zhang                    | Cina         | 33:19.61 (PB) |
| 11   | Luvsanlkhündegiin Otgonbayar | Mongolia     | 36:11.85 (PB) |

#### Ostacoli (sprint)
novembre 24 – 19:50
| Pos. | Atleta            | Nazione        | Tempo (m:s) |
| ---- | ----------------- | -------------- | ----------- |
|      | Liu Xiang         | Cina           | 13.09 (SB)  |
|      | Shi Dongpeng      | Cina           | 13.38 (SB)  |
|      | Park Tae-Kyong    | Corea del Sud  | 13.48 (NR)  |
| 4    | Ahmed Al Muwallad | Arabia Saudita | 13.77       |
| 5    | Tasuku Tanonaka   | Giappone       | 13.81       |
| 6    | Jamras Rittidet   | Thailandia     | 13.81 (NR)  |
| 7    | Yuto Aoki         | Giappone       | 14.03       |
| –    | Rohollah Gandmani | Iran           | DNF         |

novembre 25 – 17:05
| Pos. | Atleta                | Nazione       | Tempo (m:s) |
| ---- | --------------------- | ------------- | ----------- |
|      | Lee Yeon-Kyung        | Corea del Sud | 13.23       |
|      | Natalya Ivoninskaya   | Kazakistan    | 13.24       |
|      | Sun Yawei             | Cina          | 13.27       |
| 4    | Anastassiya Soprunova | Kazakistan    | 13.28       |
| 5    | Asuka Terada          | Giappone      | 13.29       |
| 6    | Dedeh Erawati         | Indonesia     | 13.42       |
| 7    | Wallapa Punsoongneun  | Thailandia    | 13.59       |
| –    | Rena Joshita          | Giappone      | DNS         |

#### 400 m hs
novembre 25 – 19:10
| Pos. | Atleta              | Nazione        | Tempo (m:s) |
| ---- | ------------------- | -------------- | ----------- |
|      | Joseph Abraham      | India          | 49.96 (SB)  |
|      | Bandar Sharahili    | Arabia Saudita | 50.29       |
|      | Naohiro Kawakita    | Giappone       | 50.37       |
| 4    | Yevgeniy Meleshenko | Kazakistan     | 51.34 (SB)  |
| 5    | Viktor Leptikov     | Kazakistan     | 52.45       |
| –    | Kenji Narisako      | Giappone       | DQ          |
| –    | Mubarak Al Nobi     | Qatar          | DNS         |
| –    | Meng Yan            | Cina           | DNS         |

novembre 25 – 18:50
| Pos. | Atleta                | Nazione    | Tempo (m:s) |
| ---- | --------------------- | ---------- | ----------- |
|      | Ashwini Akkunji       | India      | 56.15 (PB)  |
|      | Wang Xing             | Cina       | 56.76       |
|      | Satomi Kubokura       | Giappone   | 56.83       |
| 4    | Jauna Murmu           | India      | 56.88 (PB)  |
| 5    | Noraseela Mohd Khalid | Malaysia   | 57.22 (SB)  |
| 6    | Natalya Asanova       | Uzbekistan | 57.25       |
| 7    | Miyabi Tago           | Giappone   | 57.35       |
| 8    | Yang Qi               | Cina       | 58.67       |

#### 3000 m siepi
novembre 23 – 19:00
| Pos. | Atleta              | Nazione        | Tempo (m:s)  |
| ---- | ------------------- | -------------- | ------------ |
|      | Tareq Mubarak Taher | Bahrein        | 8:25.89 (GR) |
|      | Thamer Kamal Ali    | Qatar          | 8:26.27      |
|      | Ali Ahmed Al-Amri   | Arabia Saudita | 8:30.96      |
| 4    | Zakrya Ali Kamil    | Qatar          | 8:38.71      |
| 5    | Tsuyoshi Takeda     | Giappone       | 8:41.26 (SB) |
| 6    | Elam Singh          | India          | 8:47.34      |
| 7    | Wu Wen Chien        | Taipei cinese  | 9:00.80      |
| 8    | Rene Herrera        | Filippine      | 9:02.93 (SB) |
| 9    | Ho Chin Ping        | Taipei cinese  | 9:07.03      |
| 10   | Yang Tao            | Cina           | 9:09.50      |
| 11   | Nabil Al Garbi      | Yemen          | 9:16.80 (SB) |

novembre 21 – 20:05
| Pos. | Atleta                           | Nazione  | Tempo (m:s)     |
| ---- | -------------------------------- | -------- | --------------- |
|      | Sudha Singh                      | India    | 9:55.67 (GR,NR) |
|      | Yuan Jin                         | Cina     | 9:55.71         |
|      | Minori Hayakari                  | Giappone | 10:01.25        |
| 4    | Kareema Saleh Jasim              | Bahrein  | 10:05.60 (NR)   |
| 5    | Jaisha Orchatteri Puthiya Veetil | India    | 10:18.97        |
| 6    | Aster Tesfaye Tilahun            | Bahrein  | 11:00.64 (PB)   |

#### 4 x 100 m relay
novembre 26 – 18:10
| Pos. | Atletas                                                                  | Nazione        | Tempo (m:s) |
| ---- | ------------------------------------------------------------------------ | -------------- | ----------- |
|      | Lu Bin Liang Jiahong Su Bintian Lao Yi                                   | Cina           | 38.78 (PB)  |
|      | Wang Wen Tang Liu Yuan-Kai Tsai Meng Lin Yi Wei Chen                     | Taipei cinese  | 39.05       |
|      | Poommanus Jankem Wachara Sondee Jirapong Meenapra Sittichai Suwonprateep | Thailandia     | 39.09 (SB)  |
| 4    | Rahamatulla Molla Sathya Suresh Naseema Mon Qureshi Najeeb               | India          | 39.10       |
| 5    | Tang Yik Chun Lai Chun Ho Yip Siu Keung Tsui Chi Ho                      | Hong Kong      | 39.62       |
| 6    | Fadlin Fadlin Suryo Agung Wibowo Farrel Octaviandi FPos.lin Burumi       | Indonesia      | 39.87       |
| 7    | Mussa Howsawi Yasir Al Nashri Yahya Habeeb Ahmed Al Muwallad             | Arabia Saudita | 40.01       |
| 8    | Fahad Al Jabri Yahya Al Noufali Abdullah Al-Sooli Barakat Al Harthi      | Oman           | 40.02       |

novembre 26 – 17:45
| Pos. | Atletas                                                                           | Nazione    | Tempo (m:s) |
| ---- | --------------------------------------------------------------------------------- | ---------- | ----------- |
|      | Phatsorn Jaksuninkorn Neeranuch Klomdee Laphassaporn Tawoncharoen Nongnuch Sanrat | Thailandia | 44.09       |
|      | Tao Yujia Liang Qiuping Jiang Lan Ye Jiabei                                       | Cina       | 44.22 (SB)  |
|      | Mayumi Watanabe Momoko Takahashi Yumeka Sano Chisato Fukushima                    | Giappone   | 44.41 (SB)  |
| 4    | Ie Thi Mong Tuyen Ie Ngoc Phuong Nguyen Thi Ngoc Thom Vu Thi Huong                | Vietnam    | 44.77 (PB)  |
| 5    | Geetha Satti Srabani Nanda P.K. Priya Jyothi Manjunath                            | India      | 45.23 (PB)  |
| 6    | Yi Leng Yee Nurul Kadir Norjannah Jamaludin Siti Adabi                            | Malaysia   | 45.54       |
| 7    | Chan Ho Yee Leung Hau Sze Hui Man Ling Lam On Ki                                  | Hong Kong  | 46.40 (SB)  |
| –    | Yamuna Abeywickrama Jani Hondamuni Sujani Pathiranage Subashini Mudiyanselage     | Sri Lanka  | DNF         |

#### 4 x 400 m relay
novembre 26 – 20:00
| Pos. | Atletas                                                                             | Nazione        | Tempo (m:s)  |
| ---- | ----------------------------------------------------------------------------------- | -------------- | ------------ |
|      | Ismail Al Sibyani Mohammed Al-Salhi Hamed Al Bishi Yousef Masrahi                   | Arabia Saudita | 3:02.30 (NR) |
|      | Yusuke Ishitsuka Kenji Fujimitsu Hideyuki Hirose Yuzo Kanemaru                      | Giappone       | 3:02.43 (SB) |
|      | Lin Yang Deng Shijie Chang Pengben Liu Xiaosheng                                    | Cina           | 3:03.66 (NR) |
| 4    | Kunhu Puthanpurakkal Bibin Mathew Premanand Jayakumar Mortaja Shake                 | India          | 3:06.49      |
| 5    | Sampath Amarasekaralage Rohitha Mudiyanselage Uditha Liyannalage Kasun Kankanamlage | Sri Lanka      | 3:07.97      |
| 6    | Lim Chanho Cho Sungkwon Choi Myung Jun Lee Seungyoon                                | Corea del Sud  | 3:09.97      |
| 7    | Nitat Kaewkhong Saharat Sammayan Somporn Chuaychat Chanatip Ruckburee               | Thailandia     | 3:12.18      |

novembre 26 – 19:20
| Pos. | Atletas                                                                   | Nazione    | Tempo (m:s)  |
| ---- | ------------------------------------------------------------------------- | ---------- | ------------ |
|      | Manjit Kaur Ashwini Akkunji Sini Jose Mandeep Kaur                        | India      | 3:29.02      |
|      | Marina Maslyonko Viktoriya Yalovtseva Margarita Matsko Olga Tereshkova    | Kazakistan | 3:30.03 (NR) |
|      | Zheng Zhihui Tang Xiaoyin Chen Lin Chen Jingwen                           | Cina       | 3:30.89 (SB) |
| 4    | Sayaka Aoki Asami Tanno Satomi Kubokura Chisato Tanaka                    | Giappone   | 3:31.81 (SB) |
| 5    | Danah Abdulrazzaq Inam Al Sudani Alaa Al Qaysi Gulustan Ieso              | Iraq       | 3:45.44 (NR) |
| 6    | Win Lai Lai Win Than Aye Aye Than Khine Yin Yin Khine Lwin Kay Khine Lwin | Birmania   | 3:55.24      |

### Campo

#### Salto in alto
novembre 23 – 17:00
| Pos. | Atleta                | Nazione        | Mark (m)  |
| ---- | --------------------- | -------------- | --------- |
|      | Mutaz Barshim         | Qatar          | 2.27      |
|      | Hiromi Takahari       | Giappone       | 2.23 (PB) |
|      | Rashidahmed Al Mannai | Qatar          | 2.19      |
|      | Huang Haiqiang        | Cina           | 2.19      |
|      | Vitaliy Tsykunov      | Kazakistan     | 2.19 (SB) |
| 6    | Manjula Wijesekara    | Sri Lanka      | 2.19      |
| 7    | Hashim Oqayba         | Arabia Saudita | 2.19      |
| 8    | Keyvan Zadeh          | Iran           | 2.19      |
| 9    | Lee Hup Wei           | Malaysia       | 2.15      |
| 10   | Lui Tsz Hin Daniel    | Hong Kong      | 2.10      |
| 11   | Jean-Claude Rabbath   | Libano         | 2.10      |
| 12   | Hari Roy              | India          | 2.10      |

novembre 26 – 17:00
| Pos. | Atleta                | Nazione      | Mark (m)  |
| ---- | --------------------- | ------------ | --------- |
|      | Svetlana Radzivil     | Uzbekistan   | 1.95 (PB) |
|      | Nadiya Dusanova       | Uzbekistan   | 1.93      |
|      | Anna Ustinova         | Kazakistan   | 1.90      |
|      | Zheng Xingjuan        | Cina         | 1.90      |
| 5    | Noengrothai Chaipetch | Thailandia   | 1.87      |
| 5    | Tatyana Efimenko      | Kirghizistan | 1.87      |
| 7    | Wanida Boonwan        | Thailandia   | 1.84      |
| 7    | Sahana Kumari         | India        | 1.84      |

#### Salto con l'asta
novembre 22 – 17:00
| Pos. | Atleta               | Nazione       | Mark (m) |
| ---- | -------------------- | ------------- | -------- |
|      | Yang Yansheng        | Cina          | 5.50     |
|      | Leonid Andreev       | Uzbekistan    | 5.30     |
|      | Kim Yoo-Suk          | Corea del Sud | 5.30     |
| 4    | Mohammad Rabbani     | Iran          | 5.20     |
| 5    | Takafumi Suzuki      | Giappone      | 5.20     |
| 6    | Sompong Saombankuay  | Thailandia    | 5.00     |
| 7    | Fahad Al-Mershad     | Kuwait        | 4.80     |
| 7    | Yun Daeuk            | Corea del Sud | 4.80     |
| 9    | Hsieh Chia-Han       | Taipei cinese | 4.80     |
| 9    | Lu Yao               | Cina          | 4.80     |
| 9    | Kreeta Sintawacheewa | Thailandia    | 4.80     |
| 12   | Hsu Alec Li Ming     | Taipei cinese | 4.80     |
| 13   | Ali Al-Sabaghah      | Kuwait        | NM       |

novembre 24 – 17:00
| Pos. | Atleta                 | Nazione       | Mark (m) |
| ---- | ---------------------- | ------------- | -------- |
|      | Li Caixia              | Cina          | 4.30     |
|      | Li Ling                | Cina          | 4.30     |
|      | Tomomi Abiko           | Giappone      | 4.15     |
| 4    | Choi Yunhee            | Corea del Sud | 4.15     |
| 5    | Roslinda Samsu         | Malaysia      | 4.00     |
| 6    | Chayanisa Chomchuendee | Thailandia    | 3.80     |
| –    | Rachel Bingjie Yang    | Singapore     | NM       |

#### Salto in lungo
novembre 24 – 17:20
| Pos. | Atleta                          | Nazione        | Mark (m)  |
| ---- | ------------------------------- | -------------- | --------- |
|      | Kim Deok-Hyeon                  | Corea del Sud  | 8.11 (SB) |
|      | Su Xiongfeng                    | Cina           | 8.05      |
|      | Hussein Al-Sabee                | Arabia Saudita | 7.96 (SB) |
| 4    | Yohei Sugai                     | Giappone       | 7.63      |
| 5    | Supanara Sukhasvasti na Ayudhya | Thailandia     | 7.54      |
| 6    | Henry Dagmil                    | Filippine      | 7.52      |
| 7    | Maha Singh                      | India          | 7.44      |
| 8    | Konstantin Safronov             | Kazakistan     | 7.41      |

novembre 23 – 17:10
| Pos. | Atleta            | Nazione       | Mark (m)  |
| ---- | ----------------- | ------------- | --------- |
|      | Jung Soon-Ok      | Corea del Sud | 6.53 (SB) |
|      | Olga Rypakova     | Kazakistan    | 6.50 (SB) |
|      | Yuliya Tarasova   | Uzbekistan    | 6.49      |
| 4    | Marestella Torres | Filippine     | 6.49 (SB) |
| 5    | Kumiko Ikeda      | Giappone      | 6.37      |
| 6    | Lu Kumiko         | Cina          | 6.36      |
| 7    | Mayookha Johny    | India         | 6.33      |
| 8    | Sachiko Masumi    | Giappone      | 6.11      |

#### Salto triplo
novembre 26 – 17:10
| Pos. | Atleta              | Nazione       | Mark (m)   |
| ---- | ------------------- | ------------- | ---------- |
|      | Li Yanxi            | Cina          | 16.94 (SB) |
|      | Yevgeniy Ektov      | Kazakistan    | 16.86 (SB) |
|      | Cao Shuo            | Cina          | 16.84      |
| 4    | Renjith Maheshwary  | India         | 16.76      |
| 5    | Kim Deok-Hyeon      | Corea del Sud | 16.56      |
| 6    | Roman Valiyev       | Kazakistan    | 16.51      |
| 7    | Amarjit Singh       | India         | 16.15      |
| 8    | Theerayut Philakong | Thailandia    | 15.73      |

novembre 25 – 17:10
| Pos. | Atleta                | Nazione       | Mark (m)   |
| ---- | --------------------- | ------------- | ---------- |
|      | Olga Rypakova         | Kazakistan    | 14.78      |
|      | Xie Limei             | Cina          | 14.18      |
|      | Thitima Muangjan      | Thailandia    | 13.85      |
| 4    | Aleksandra Kotlyarova | Uzbekistan    | 13.73      |
| 5    | Chen Yufei            | Cina          | 13.39      |
| 6    | Anastasiya Juravleva  | Uzbekistan    | 13.38      |
| 7    | Jung Hye-Kyung        | Corea del Sud | 13.25      |
| 8    | Miss Seechaichana     | Thailandia    | 12.87 (SB) |

#### Getto del peso
novembre 26 – 18:40
| Pos. | Atleta            | Nazione        | Mark (m)      |
| ---- | ----------------- | -------------- | ------------- |
|      | Sultan Al-Hebshi  | Arabia Saudita | 20.57 (GR,SB) |
|      | Zhang Jun         | Cina           | 19.59         |
|      | Chang Ming-Huang  | Taipei cinese  | 19.48         |
| 4    | Om Karhana        | India          | 19.17         |
| 5    | Amin Nikfar       | Iran           | 19.08         |
| 6    | Sourabh Vij       | India          | 18.98         |
| 7    | Khalid Al Suwaidi | Qatar          | 18.02         |
| 8    | Hwang Insung      | Corea del Sud  | 17.87         |

novembre 21 – 17:15
| Pos. | Atleta            | Nazione       | Mark (m)   |
| ---- | ----------------- | ------------- | ---------- |
|      | Li Ling           | Cina          | 19.94 (PB) |
|      | Gong Lijiao       | Cina          | 19.67      |
|      | Lee Mi-Young      | Corea del Sud | 17.51 (SB) |
| 4    | Lin Chia-Ying     | Taipei cinese | 17.06 (NR) |
| 5    | Zhang Gui Rong    | Singapore     | 17.06      |
| 6    | Leila Rajabi      | Iran          | 16.51 (SB) |
| 7    | Safiya Burkhanova | Uzbekistan    | 16.06      |
| 8    | Maamuu Purvee     | Mongolia      | 11.94      |

#### Lancio del disco
novembre 24 – 17:15
| Pos. | Atleta                | Nazione       | Mark (m)   |
| ---- | --------------------- | ------------- | ---------- |
|      | Ehsan Hadadi          | Iran          | 67.99      |
|      | Ahmed Dheeb           | Qatar         | 64.56 (NR) |
|      | Mohammad Samimi       | Iran          | 63.46      |
| 4    | Vikas Gowda           | India         | 63.13      |
| 5    | Rashidshafi Al Dosari | Qatar         | 60.98      |
| 6    | Shigeo Hatakeyama     | Giappone      | 56.89      |
| 7    | Haidar Nasir          | Iraq          | 55.44      |
| 8    | Choi Jongbum          | Corea del Sud | 54.73      |

novembre 23 – 17:20
| Pos. | Atleta         | Nazione       | Mark (m)      |
| ---- | -------------- | ------------- | ------------- |
|      | Li Yanfeng     | Cina          | 66.18 (GR,SB) |
|      | Song Aimin     | Cina          | 64.04 (SB)    |
|      | Krishna Poonia | India         | 61.94         |
| 4    | Harwant Kaur   | India         | 57.55         |
| 5    | Li Wen Hua     | Taipei cinese | 55.42 (NR)    |
| 6    | Yuka Murofushi | Giappone      | 50.28         |
| 7    | Wan Lay Chi    | Singapore     | 44.96 (SB)    |

#### Lancio del martello
novembre 21 – 17:05
| Pos. | Atleta                 | Nazione       | Mark (m)   |
| ---- | ---------------------- | ------------- | ---------- |
|      | Dilshod Nazarov        | Tagikistan    | 76.44      |
|      | Kaveh Mousavi          | Iran          | 68.90      |
|      | Hiroaki Doi            | Giappone      | 68.72      |
| 4    | Ali Al-Zinkawi         | Kuwait        | 68.65      |
| 5    | Amanmurad Hommadov     | Turkmenistan  | 67.93 (NR) |
| 6    | Lee Ywunchul           | Corea del Sud | 67.55      |
| 7    | Mohamed Faraj Al-Kaabi | Qatar         | 67.02 (SB) |
| 8    | Dovletgeldi Mamedov    | Turkmenistan  | 64.73 (PB) |

novembre 22 – 17:10
| Pos. | Atleta         | Nazione       | Mark (m) |
| ---- | -------------- | ------------- | -------- |
|      | Zhang Wenxiu   | Cina          | 72.84    |
|      | Wang Zheng     | Cina          | 68.17    |
|      | Yuka Murofushi | Giappone      | 62.94    |
| 4    | Hardeep Kaur   | India         | 60.54    |
| 5    | Park Hee-soen  | Corea del Sud | 57.53    |
| 6    | Kang Na-Ru     | Corea del Sud | 56.85    |
| 7    | Ayna Mamedova  | Turkmenistan  | 50.60    |

#### Tiro del giavellotto
novembre 26 – 17:05
| Pos. | Atleta            | Nazione       | Mark (m)   |
| ---- | ----------------- | ------------- | ---------- |
|      | Yukifumi Murakami | Giappone      | 83.15 (PB) |
|      | Park Jaemyoung    | Corea del Sud | 79.92      |
|      | Rinat Tarzumanov  | Uzbekistan    | 79.65      |
| 4    | Qin Qiang         | Cina          | 78.51      |
| 5    | Jiang Xingyu      | Cina          | 77.17      |
| 6    | Singh Rajender    | India         | 74.70      |
| 7    | Mahdi Ravaei      | Iran          | 74.31      |
| 8    | Kashinath Naik    | India         | 73.96      |

novembre 25 – 18:20
| Pos. | Atleta                 | Nazione       | Mark (m)      |
| ---- | ---------------------- | ------------- | ------------- |
|      | Yuki Ebihara           | Giappone      | 61.56 (GR,NR) |
|      | Xue Juan               | Cina          | 58.72         |
|      | Li Lingwei             | Cina          | 57.51         |
| 4    | Gim Gyeong Ae          | Corea del Sud | 56.84         |
| 5    | Anastasiya Svechnikova | Uzbekistan    | 55.96 (SB)    |
| 6    | Seo Hae An             | Corea del Sud | 55.21         |
| 7    | Natta Nachan           | Thailandia    | 50.88 (PB)    |
| 8    | Nadeeka Liyanage       | Sri Lanka     | 50.68         |

#### Prove multiple
novembre 24–25
| Pos. | Atleta         | Nazione       | Punti     |
| ---- | -------------- | ------------- | --------- |
|      | Dmitriy Karpov | Kazakistan    | 8026      |
|      | Kim Kun-Woo    | Corea del Sud | 7808      |
|      | Vu van Huyen   | Vietnam       | 7755 (NR) |
| 4    | Keisuke Ushiro | Giappone      | 7702      |
| 5    | Yu Bin         | Cina          | 7586      |
| 6    | Rifat Artikov  | Uzbekistan    | 7568      |

novembre 22–23
| Pos. | Atleta            | Nazione       | Punti     |
| ---- | ----------------- | ------------- | --------- |
|      | Yuliya Tarasova   | Uzbekistan    | 5783      |
|      | Yuki Nakata       | Giappone      | 5606      |
|      | Pramila Ganapathy | India         | 5415      |
| 4    | Susmita Singhardy | India         | 5051      |
| 5    | Lee Eun Im        | Corea del Sud | 4887      |
| 6    | Sepideh Tavakoly  | Iran          | 4845 (PB) |

### Strada

#### 20 km marcia
novembre 21 – 09:00
| Pos. | Atleta          | Nazione             | Tempo (h:m:s) |
| ---- | --------------- | ------------------- | ------------- |
|      | Wang Hao        | Cina                | 1:20:50 (SB)  |
|      | Chu Yafei       | Cina                | 1:21:57       |
|      | Kim Hyun-Sub    | Corea del Sud       | 1:22:47       |
| 4    | Isamu Fujisawa  | Giappone            | 1:24:00       |
| 5    | Yūsuke Suzuki   | Giappone            | 1:25:50       |
| 6    | Harminder Singh | India               | 1:26:33       |
| 7    | Baljinder Singh | India               | 1:28:06       |
| 8    | Ayoob Sarwashi  | Emirati Arabi Uniti | 1:36:41 (NR)  |
| 9    | Park Chil-Sung  | Corea del Sud       | DQ            |

novembre 23 – 09:05
| Pos. | Atleta          | Nazione       | Tempo (h:m:s)   |
| ---- | --------------- | ------------- | --------------- |
|      | Liu Hong        | Cina          | 1:30:06 (GR,SB) |
|      | Masumi Fuchise  | Giappone      | 1:30:34         |
|      | Li Yanfei       | Cina          | 1:32:34         |
| 4    | Mayumi Kawasaki | Giappone      | 1:35:13         |
| 5    | Jeon Yeong-Eun  | Corea del Sud | 1:40:24         |
| 6    | Tun Kay         | Birmania      | 1:46:45         |

#### 50 km marcia
novembre 25 – 07:30
| Pos. | Atleta           | Nazione       | Tempo (h:m:s)   |
| ---- | ---------------- | ------------- | --------------- |
|      | Si Tianfeng      | Cina          | 3:47:04 (GR,SB) |
|      | Li Lei           | Cina          | 3:47:34 (PB)    |
|      | Koichiro Morioka | Giappone      | 3:47:41 (PB)    |
| 4    | Yim Junghyun     | Corea del Sud | 3:53:24 (NR)    |
| 5    | Kim Dong-Young   | Corea del Sud | 3:53:52 (PB)    |

#### Maratona
novembre 27 – 12:05
| Pos. | Atleta                     | Nazione        | Tempo (h:m:s) |
| ---- | -------------------------- | -------------- | ------------- |
|      | Ji Young-Jun               | Corea del Sud  | 2:11:11       |
|      | Yukihiro Kitaoka           | Giappone       | 2:12:46       |
|      | Mubarak Hassan Shami       | Qatar          | 2:12:53       |
| 4    | Dong Guojian               | Cina           | 2:14:48       |
| 5    | Khalid Kamal Khalid Yaseen | Bahrein        | 2:15:52 (SB)  |
| 6    | Pak Song-Chol              | Corea del Nord | 2:18:16       |
| 7    | Tomoyuki Sato              | Giappone       | 2:18:24       |
| 8    | Ren Longyun                | Cina           | 2:18:43       |
| 9    | Kim Young-Jin              | Corea del Sud  | 2:26:32       |
| 10   | Chang Chia-Che             | Taipei cinese  | 2:26:32       |
| 11   | Ri Hyon-U                  | Corea del Nord | 2:27:00       |
| 12   | Yahuza Yahuza              | Indonesia      | 2:35:01       |
| 13   | Byambajav Tseveenravdan    | Mongolia       | 2:35:47       |
| 14   | Lai Hok Yan Jonny          | Hong Kong      | 2:36:21       |
| 15   | Ram Singh Yadav            | India          | 2:39:23       |
| 16   | Tserenpil Dunbee           | Mongolia       | 2:44:36       |
| 17   | Eduardo Buenavista         | Filippine      | 2:45:07       |
| 18   | Mohammad Karim Yaqoot      | Afghanistan    | 2:51:33       |
| –    | Rajendra Bahadur Bhandari  | Nepal          | DNF           |
| –    | Francisco Maria dos Santos | Timor Est      | DNF           |
| –    | Jamal Bilal Salem          | Qatar          | DNF           |
| –    | Hem Bunting                | Cambogia       | DNF           |

novembre 27 – 8:30
| Pos. | Atleta              | Nazione        | Tempo (h:m:s) |
| ---- | ------------------- | -------------- | ------------- |
|      | Zhou Chunxiu        | Cina           | 2:25:00 (SB)  |
|      | Zhu Xiaolin         | Cina           | 2:26:35 (SB)  |
|      | Kim Kum-Ok          | Corea del Nord | 2:27:06       |
| 4    | Triyaningsih        | Indonesia      | 2:31:49 (NR)  |
| 5    | Kiyoko Shimahara    | Giappone       | 2:32:11 (SB)  |
| 6    | Lishan Dula Gemgchu | Bahrein        | 2:33:56 (NR)  |
| 7    | Yuri Kanō           | Giappone       | 2:36:40       |
| 8    | Jon Kyong-Hui       | Corea del Nord | 2:37:22       |
| 9    | Lee Sun-Young       | Corea del Sud  | 2:45:07       |
| –    | Juventina Napoleão  | Timor Est      | DNF           |
| –    | Lim Kyung-Hee       | Corea del Sud  | DNF           |

## Medagliere
| Posiz. | Nazione             | Oro | Argento | Bronzo | Totale |
| ------ | ------------------- | --- | ------- | ------ | ------ |
| 1      | Cina                | 13  | 15      | 8      | 36     |
| 2      | India               | 5   | 2       | 4      | 11     |
| 3      | Bahrein             | 5   | 0       | 4      | 9      |
| 4      | Giappone            | 4   | 8       | 8      | 20     |
| 5      | Kazakistan          | 4   | 4       | 3      | 11     |
| 6      | Corea del Sud       | 4   | 3       | 3      | 10     |
| 7      | Qatar               | 3   | 4       | 4      | 11     |
| 8      | Arabia Saudita      | 3   | 2       | 3      | 8      |
| 9      | Uzbekistan          | 2   | 3       | 3      | 8      |
| 10     | Iran                | 2   | 2       | 1      | 5      |
| 11     | Thailandia          | 1   | 0       | 2      | 3      |
| 12     | Tagikistan          | 1   | 0       | 0      | 1      |
| 13     | Vietnam             | 0   | 3       | 2      | 5      |
| 14     | Taipei cinese       | 0   | 1       | 1      | 2      |
| 15     | Iraq                | 0   | 1       | 0      | 1      |
| 16     | Oman                | 0   | 0       | 1      | 1      |
| 16     | Corea del Nord      | 0   | 0       | 1      | 1      |
| 16     | Emirati Arabi Uniti | 0   | 0       | 1      | 1      |
| Totale | Totale              | 47  | 48      | 49     | 144    |